# Chuao (paroisse civile)
Pour les articles homonymes, voir Chuao.
Chuao est l'une des cinq paroisses civiles de la municipalité de Santiago Mariño, dans l'État d'Aragua au Venezuela. Sa capitale est Chuao. Sa population s'élève à 1 853 habitants.

## Histoire
Chuao est connu depuis le début des années 1980 pour sa production de cacao dont le terroir est considéré comme l'un des plus réputés. Ce cacao issu de fèves de criollo bénéficie d'une appellation d'origine depuis novembre 2000 et est surnommé la « Romanée-Conti » du cacao.

## Géographie

### Démographie
Hormis sa capitale Chuao, la paroisse civile possède plusieurs localités :
- Cepe
- Chuao
- Paraguata
- Playa Chuao

## Sources
- (es) Cet article est partiellement ou en totalité issu de l’article de Wikipédia en espagnol intitulé « Municipio Santiago Mariño » (voir la liste des auteurs).